# Liste der Bodendenkmäler im Forst Neustädtlein am Forst
Auf dieser Seite sind die Bodendenkmäler in dem oberfränkischen gemeindefreien Gebiet Forst Neustädtlein am Forst zusammengestellt. Diese Tabelle ist eine Teilliste der Liste der Bodendenkmäler in Bayern. Grundlage ist die Bayerische Denkmalliste, die auf Basis des Bayerischen Denkmalschutzgesetzes vom 1. Oktober 1973 erstmals erstellt wurde und seither durch das Bayerische Landesamt für Denkmalpflege geführt wird. Die folgenden Angaben ersetzen nicht die rechtsverbindliche Auskunft der Denkmalschutzbehörde.

| Lage                                   | Objekt                                     | Akten-Nr.     | Bild |
| -------------------------------------- | ------------------------------------------ | ------------- | ---- |
| Forst Neustädtlein am Forst (Standort) | Grabhügel vorgeschichtlicher Zeitstellung. | D-4-6034-0036 |      |
| Forst Neustädtlein am Forst (Standort) | Wolfsgrube der frühen Neuzeit.             | D-4-6034-0083 |      |